# Alberto Rodríguez Varela
Alberto Rodríguez Varela (4 de agosto de 1936 - 29 de mayo de 2025)  fue un abogado y docente argentino, que ocupó el cargo de Ministro de Justicia durante el gobierno de facto de Jorge Rafael Videla y Rector de la Universidad de Buenos Aires durante el gobierno de facto de Leopoldo Fortunato Galtieri.

## Carrera
Fue rector de la Universidad de Buenos Aires y decano de la Facultad de Derecho de aquella universidad.Además fue docente en varias Universidades de la materia Derecho Político en la UBA, La Museo Social y la UCA.-
Fue Fiscal de Estado en la provincia de Buenos Aires durante la década de 1970.-
Además fue secretario y conjuez de la Corte Suprema de Justicia de la Nación.
Mientras ejercía como Ministro de Justicia de la Nación, fue enviado en 1980 como delegado por la Argentina al funeral de Josip Broz Tito, al que asistieron 128 diferentes delegaciones (siendo 154 los países reconocidos por la ONU en ese entonces).
Un Tribunal de La Plata presidido por Rozansky (Juez que renunció para no ser destituido) pidió su detención en 2012, acusado de crímenes de lesa humanidad mientras se desempeñaba como fiscal y ministro, acusado de cómplice de las torturas y desapariciones de la familia Graiver, entre otras. Las acusaciones fueron revocadas por el Tribunal y rechazadas por la Academia Nacional de Derecho y Ciencias Sociales de Buenos Aires y la Academia Nacional de Ciencias Morales y Políticas, que lo apoyaron.